# Joniškis
Joniškis er en by i det nordlige Litauen med et indbyggertal på 10.312(2011). Byen er hovedsæde i Joniškis distriktskommune, der ligger i Šiauliai apskritis, 14 km syd for grænsen til nabolandet Letland og 40 km nord for Šiauliai.

## Navn
Joniškis er opkaldt efter Vilnius' biskop Jonas, der besluttede at bygge en kirke på stedet i 1523. På andre sprog hedder byen: polsk: Janiszki, russisk: Янишки (tr. Yanishki), hviderussisk: Яні́шкі (tr. Yanishki), jiddisch: יאנישאק (tr. Yanishok), tysk: Jonischken og lettisk: Jonišķi.

## Historie
Slottet stod i den vestlige del af Joniškis Kalnelio i højen, som står kirken er i øjeblikket placeret, og Cemetery (fra 1801).
Slottet blev første gang nævnt i 1289 da den Liviske Orden uden held forsøgte at besætte det. Slottet ikke fjernet, brændt højen ved foden af den tidligere boplads. Efter 1290, ordenen den offensive del af befolkningen flygtede, på den anden side – Grand Master Mintauja vejledningen blev sendt i eksil i Jelgava (nu Jelgava, Letland), det omkringliggende område.
Joniškis oprindelse er relateret til det Zemgalisk slot Sidabre, som først gang optræder i de historiske kilder i 1289, da den Liviske Orden uden held forsøgte at besætte det. Slottet var placeret på "Slotsbanken" hvor den nuværende kirke og kirkegård i Joniškis er placeret. I 1523, under et besøg i Siauliai-området, opdagede Vilnius' biskop Jonas en gruppe lokale hedninge og besluttede at opføre en kirke for at kristne dem. Kong Zigmantas Vaza tildelte Joniškis Magdeburgrettigheder i 1616. Byen fik dermed en ny økonomisk og juridisk status, med tilladelse til at bygge rådhuset.
Joniškis voksede til at blive den største by Siauliai-området, langt større end Siauliai. I 1600-tallet blev en evangelisk-lutherske kirke bygget i byen. I 1737 inviterede storfyrste Augustas III Saksas jødiske håndværkere til at bosætte sig i byen. I 1769 besatte oprørske bønder byen i to måneder, men regeringen undertrykte oprøret, og lederne M. Paugai, M. Radvila og S. Jazauskui fik dødsstraf. I 1800-tallet var byen berømt for sit marked for landbrugsprodukter, hør og tobak, hvor købmænd fra Polen, Rusland og Tyskland deltog.
Den vigtige hovedvej fra Riga til Tilsit (nu Sovjetsk i Kaliningrad oblast) gennem Joniškis blev bygget i 1836-1858.

## Byens centrum er fredet
På grund af Den hellige Jomfru Marias kirke (grundlagt i 1901) og det jødiske synagogekompleks midt i byen er centrum af Joniškis fredet.
Joniškis har et Kulturcenter, der er lokalt mødested, som benyttes til musik- og teaterarrangementer.

## Transport
Europavej E77 fra Pskov i Rusland til Budapest i Ungarn passerer byen. Siden 2005 er en omfartsvej åbnet, så den gennemgående trafik til Letland ikke længere skal igennem byen.
Jernbanestrækningen, der forbinder Riga og Šiauliai, løber langs byens vestlige udkant.

## Sport
- FK Saned (mænd)
- FK Saned (kvinder)
- Joniškio miesto stadionas (kapacitet 1 000).
- Žagarės miesto stadionas (kapacitet 500).[4][5]

## Žagarė
Legender fortæller at den anden by i kommunen, Žagarė, er ældre end Riga. Žagarė blev første gang nævnt 1253 i et dokument til biskoppen af Riga. I 1796 gav kejserinde Jekaterina II af Rusland Šiauliai-området inklusiv Žagarė som gave til hertug Platon Zubov, senere blev Žagarė købt af grev Narychkine.

## Bydele i Joniškis
Joniškis er opdelt i 10 seniūnijos (dansk: ~ bydele).
| - Gaižaičiai - Gataučiai | - Joniškis by - Kirnaičiai | - Kriukai - Rudiškiai | - Satkūnai - Bariūnai | - Skaistgirys - Žagarė by |

## Venskabsbyer
Joniškis har 8 venskabsbyer:
| - Võru, Estland - Kapyl, Hviderusland | - Alūksne, Letland - Dobele, Letland | - Rjukan, Norge - Konin, Polen | - Vimmerby, Sverige - Solingen, Tyskland |